# Kanton Plélan-le-Petit
Plélan-le-Petit is een voormalig kanton van het Franse departement Côtes-d'Armor. Het kanton maakte deel uit van het arrondissement Dinan. Het kanton werd opgeheven bij decreet van 13 februari 2014 met uitwerking op 22 maart 2015.

## Gemeenten
Het kanton Plélan-le-Petit omvatte de volgende gemeenten:
- La Landec
- Languédias
- Plélan-le-Petit (hoofdplaats)
- Plorec-sur-Arguenon
- Saint-Maudez
- Saint-Méloir-des-Bois
- Saint-Michel-de-Plélan
- Trébédan
- Vildé-Guingalan